# Pediobius polanensis
Pediobius polanensis är en stekelart som beskrevs av Boucek 1965. Pediobius polanensis ingår i släktet Pediobius och familjen finglanssteklar.
Artens utbredningsområde är:
- Slovakien.
- Tyskland.
- Ungern.
- Sverige.
- Kroatien.

Arten är reproducerande i Sverige. Inga underarter finns listade i Catalogue of Life.